# Nimfej u Puli
Nimfej (lat. Nymphaeum), antička građevina podignuta nad izvorom vode u samom centru Pule vjerojatno već u 1. stoljeću prije Krista. Osim utilitarne funkcije opskrbe vodom, postoje mišljenja da je dio Nimfeja bio posvećen božici Dijani, a djelomice se mogao koristiti i kao kupalište (bagno romano). Može se pretpostaviti da se taj izvor vode koristio i za potrebe Amfiteatra.
Nimfej je definitivno bio najveći izvor vode, u blizini amfiteatra i samog mora, gdje se voda iz izvora skuplja u mramorni "bazen". Osim toga grad je imao 4 vodospreme kojima je omogućeno da opskrbljuju vodom dijelove Pule koji su znatno iznad nadmorske visine Nimfeja. Jedna je vodosprema otkrivena 1911. godine, u unutrašnjosti mletačkog Kaštela, a dubina joj je 25 metara. U blizini je otkrivena još jedna. Na jednoj padini je vodosprema koju je financirao Lucije Menacije Prisk koji je u 2. stoljeću dao Puli 400.000 sestercija (preko 30 kg zlata) za opskrbu vodom gornjeg i donjeg dijela grada. Bez obzira na niži Nimfej, pomoću tadašnjih tehničkih rješenja voda se iz Nimfeja dovodila do znatno više vodospreme i njome su se uglavnom opskrbljivale kuće na višem djelu antičke Pule, na brežuljku. Niži se dio kuća opskrbljivao vodospremom pokraj Malog rimskog kazališta. Osim toga nađeni su dokazi da je i Pula imala svoj akvadukt. Za pravo priključka trebala je carska dozvola. Ako se dobila, u kuću se voda dovodila točno definiranom širinom cijevi te se lako pratila potrošnja na osnovu koje se voda plaćala. I kanalizacija je većim dijelom bila pametno riješena. Cijevi za odvod nalazile su se uglavnom uz prometnice, većim dijelom prekrivene kamenim četvrtastim pločama. O kvaliteti gradnje dovoljno govori činjenica da su i dan danas neke ulice u staroj jezgri Pule priključene na rimsku kanalizaciju.
Kroz cijelu povijest grada zaštiti izvora posvećivana je posebna briga koja se može pročitati u gradskim propisima već od srednjeg vijeka. Nad izvorom vode izgrađeno je suvremeno crpilište 1860. za potrebe Arsenala, vojne bolnice i drugih vojnih građevina, da bi se krajem stoljeća povezao s civilnim vodovodom u jedinstveni sustav. Danas se voda iz Nimfeja ne koristi više za piće, već samo za zalijevanje obližnjih parkova.
Nedavno je na Svjetski dan vode u Puli pokrenuta inicijativa za osnivanjem muzeja vode. Već su počela istraživanja i prikupljanje eksponata koji će prikazati povijest pulske vodoopskrbe tijekom više od dva tisućljeća. Upravo će se uz antički Nimfej predstaviti sadržaji budućeg muzeja.

## Više informacija
- Povijest Pule
- Pula